# Lanarkshire House

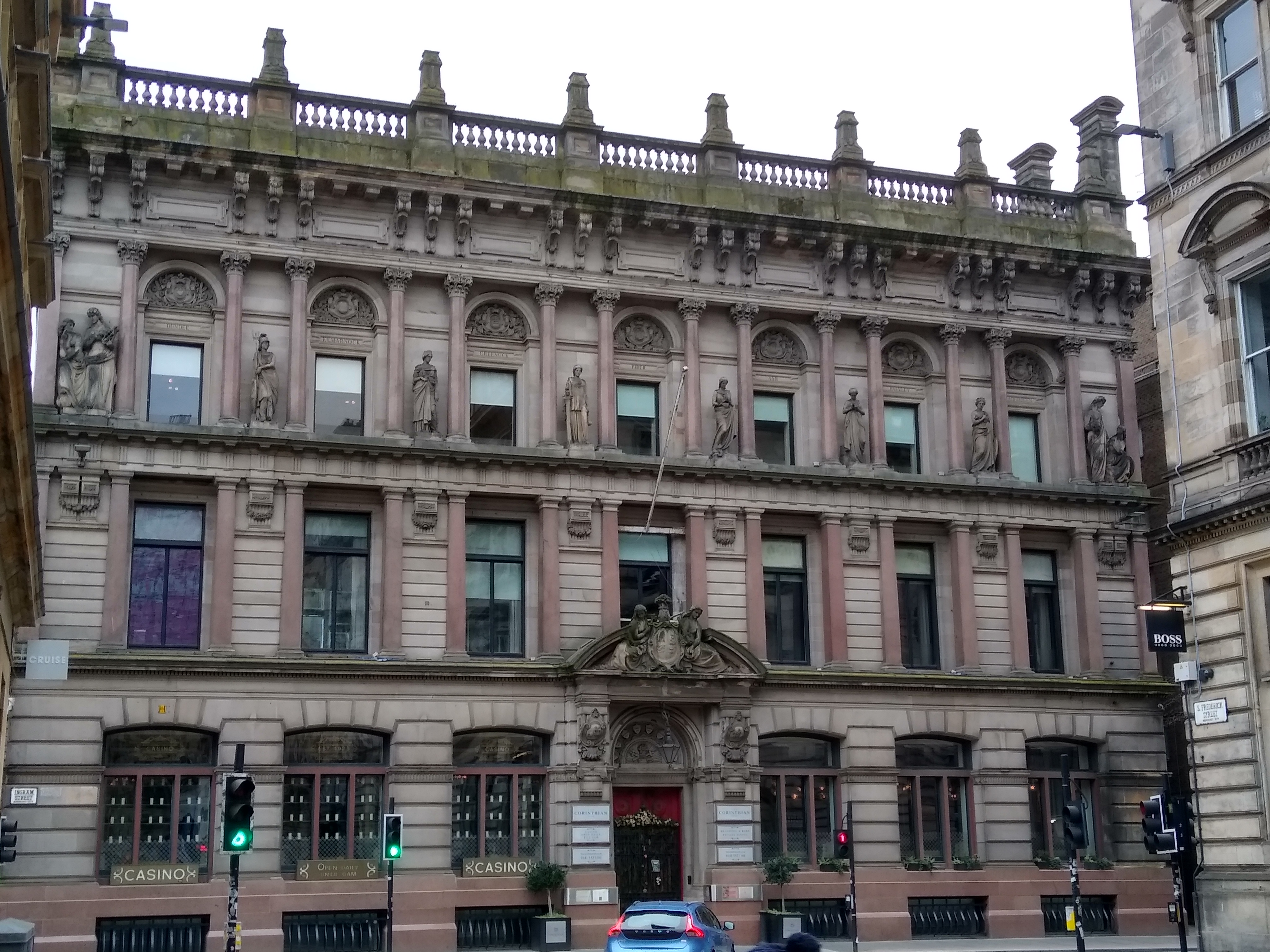
Lanarkshire House

Lanarkshire House, auch Corinthian Club, ist ein Geschäftsgebäude in der schottischen Stadt Glasgow. 1970 wurde das Bauwerk als Einzeldenkmal in die schottischen Denkmallisten in der höchsten Denkmalkategorie A aufgenommen.

## Geschichte
Das Gebäude wurde im Jahre 1841 unter Einbeziehung des um 1752 errichteten Buchanan Mansion für die Glasgow and Ship Bank erbaut. Den Entwurf lieferten die Architekten David Hamilton und James Hamilton. Die Glasgow and Ship Bank verschmolz 1843 zur Union Bank of Scotland (heute Teil der Royal Bank of Scotland), die das Gebäude als Hauptsitz nutzte. Um 1853 wurde der Schalterraum unter anderem mit einer Glaskuppel neu ausgestaltet. Auch ein neuer Eingang am Virginia Place wurde geschaffen. Mit der Planung dieser Arbeiten betraute die Bank James Salmon. Zwischen 1876 und 1879 wurde das Gebäude erweitert und erhielt durch den Architekten John Burnet auch seinen heutigen Fassadenaufbau.
Die Union Bank verlegte ihren Hauptsitz 1927 in den Neubau 110–120 St Vincent Street. 1930 erwarb die Verwaltungsgrafschaft Lanarkshire das Gebäude und nutzte es als Verwaltungssitz. Im Laufe der 1960er Jahre wurde das Lanarkshire House abermals überarbeitet. 1964 erwarb die Glasgower Justiz das Lanarkshire Building und nutzte es als Entlastungsgebäude. Seit den 1990er Jahren beherbergt es Gastronomiebetriebe.

## Beschreibung
Das klassizistisch ausgestaltete, dreistöckige Gebäude steht am Kopf der Virginia Street und nimmt ein vollständiges Karree ein, das an der Nordseite bis zur Ingram Street reicht. Benachbart ist der ehemalige Hauptsitz der Glasgow Savings Bank. Die südexponierte Hauptfassade ist sieben Achsen weit. Im Bereich des Erdgeschosses sowie des ersten Obergeschosses ist das Mauerwerk rustiziert. Details der Obergeschosse sind mit rotem Granit aus Peterhead abgesetzt. So flankieren im ersten Obergeschoss dorische Pilaster aus unpoliertem Granit die Fenster, während für die Kolonnade aus korinthischen Säulen im zweiten Obergeschoss polierter Granit verwendet wurde.